# انصار، النبطیه
انصار (به عربی: أنصار) یک منطقهٔ مسکونی در لبنان است که در شهرستان نبطیه واقع شده‌است.